# Tricyphona macrophallus
Tricyphona (Tricyphona) macrophallus là một loài ruồi trong họ Pediciidae. Chúng phân bố ở vùng sinh thái Nearctic.